# De dood van een vrek (schilderij)
De dood van een vrek, ook De dood van een woekeraar genoemd, is een schilderij van de Zuid-Nederlandse schilder Jheronimus Bosch in de National Gallery of Art in Washington.

## Voorstelling
Het stelt een smalle kamer voor met daarin een man in een hemelbed die bezoek krijgt van de Dood. Zijn laatste uur heeft dus geslagen. Juist op dat moment probeert een demon hem nog te verleiden met een zak met geld, terwijl een engel hem wijst op het crucifix boven de deur. Hoewel van achter dit crucifix, een lichtstraal op de man neerdaalt, en zijn rechterhand richting geldzak gaat is zijn blik gericht op de Dood.
Aan de voet van het bed bevindt zich een kist vol spullen met daarnaast een tweede man. Met zijn linkerhand leunt hij op een stok, terwijl hij met zijn rechterhand muntstukken werpt in een zak, die door een ratachtige demon wordt opengehouden. Terwijl de man dit doet laat hij een rozenkrans door zijn vingers glijden. Op het muurtje op de voorgrond kijkt een gevleugelde demon melancholisch voor zich uit. Op het muurtje zijn een mantel en een kledingstuk met mouwen gedrapeerd. Op de grond voor het muurtje ligt wapentuig en onderdelen van een wapenrusting.

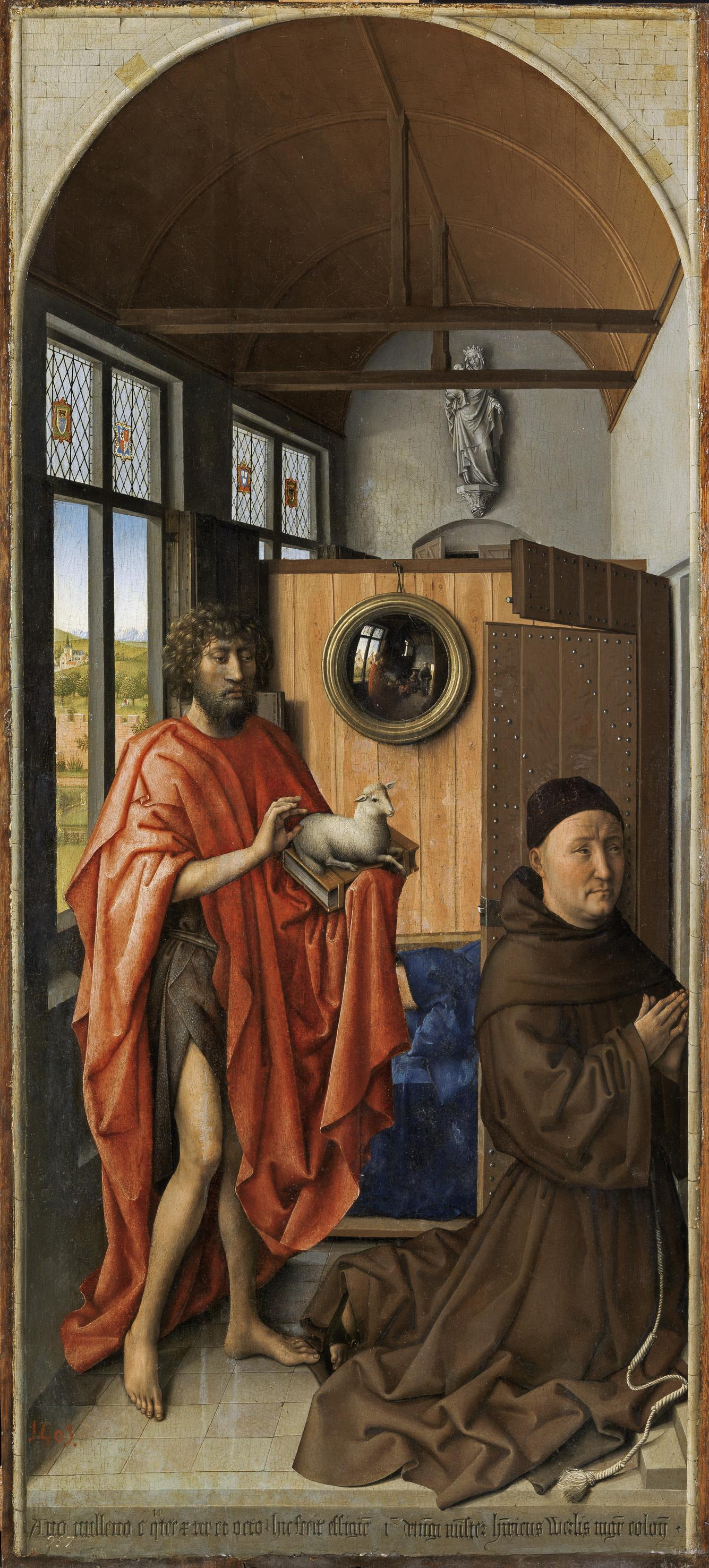
Atelier van Robert Campin. Werl-drieluik, linker binnenluik. 1438. Madrid, Prado.

De voorstelling wordt omlijst door met kapitelen versierde kolommen, die aansluiten op de architectuur van de kamer. Dit compositieschema is afkomstig uit het atelier van Robert Campin en is later toegepast door onder anderen Rogier van der Weyden.
De voorstelling als geheel is ontleend aan de tekst en afbeeldingen van de Ars moriendi. Deze middeleeuwse tekst over de kunst van het sterven werd vanaf de eerste helft van de 15e eeuw van afbeeldingen voorzien, bijvoorbeeld door de Duitse prentkunstenaar Meester E.S. In de Ars moriendi wordt een man op zijn doodsbed door demonen aan allerlei verleidingen blootgesteld. Deze verleidingen worden telkens overwonnen, waarna de man onder een crucifix sterft. Dat Bosch bekend is geweest met dit soort afbeeldingen zou blijken uit een van de vier hoekmedaillons op het schilderij De Zeven Hoofdzonden in het Museo del Prado in Madrid, dat door de meeste auteurs aan hem toegeschreven wordt.

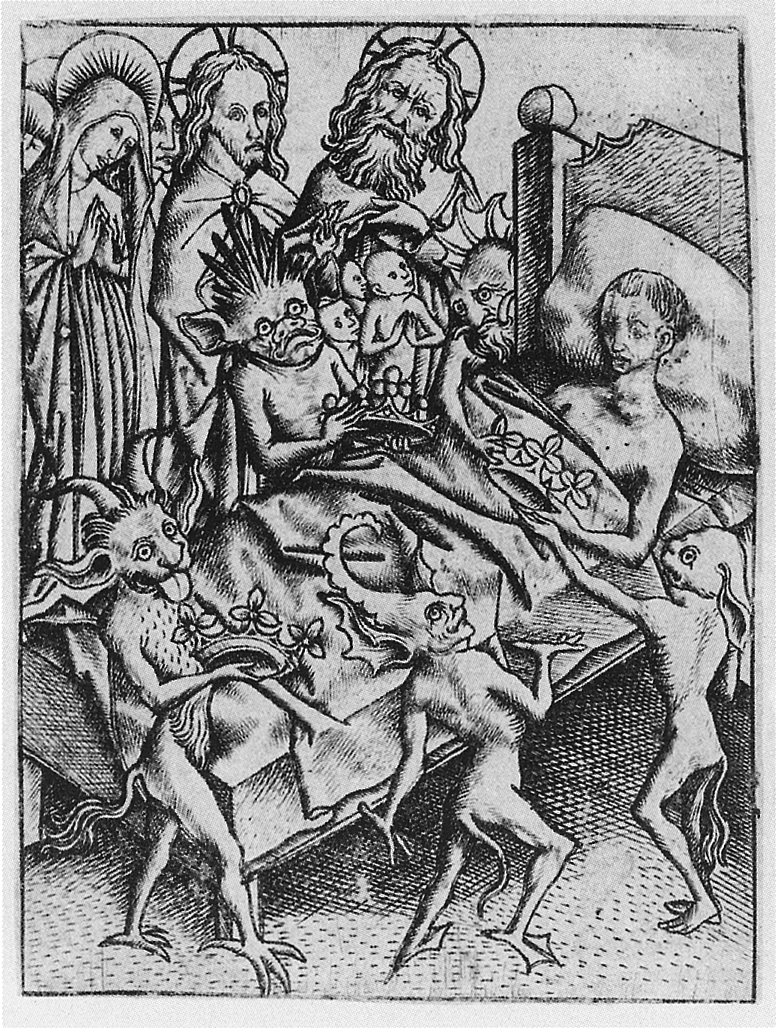
Meester E.S.. Ars moriendi. Ca. 1460. Houtsnede.

Bovendien was de Ars moriendi in Bosch’ tijd zeer populair en werd deze aan het einde van de 15e eeuw verschillende keren in de Nederlanden uitgegeven, te weten in 1488 en 1491 als Sterfboek in Zwolle door Peter van Os en in 1488 als Dat sterf boeck in Delft door Christiaen Snellaert.

## Interpretatie
De meeste auteurs zijn het erover eens dat de hoofdfiguur een vrek voorstelt en dat het onderwerp is ontleend aan de tekst en afbeeldingen van de Ars moriendi. Er bestaat echter geen eensluidendheid over de interpretatie van de afzonderlijke details en de precieze relatie tussen De dood van een vrek en de Ars moriendi.
Veel elementen in De dood van een vrek, zoals het crucifix, de verleiding met wereldse zaken en het schuin geplaatste bed, komen rechtstreeks uit de Ars moriendi. Tegelijkertijd is de relatie een stuk minder direct dan bijvoorbeeld het tafereel op de De Zeven Hoofdzonden. De laatste verleiding waaraan de stervende in de Ars moriendi blootgesteld wordt is de hebzucht (avaritia), die net als alle overige verleidingen wordt overwonnen, waarna de stervende vredig inslaapt. In De dood van een vrek lijkt de afloop in het midden gelaten te zijn. De stervende negeert zowel de demon als de engel en is in plaats daarvan gefixeerd op de Dood. De strijd tussen goed en kwaad schijnt dus onbeslist te zijn, maar uit het verdere iconografische programma zou blijken dat de stervende zich schuldig heeft gemaakt aan de hoofdzonde hebzucht.
De man aan de voet van het bed is vrijwel zeker een personificatie van de stervende man in vroeger tijden. De meeste auteurs zijn het erover eens dat hij hier als hypocriet afgebeeld is: met één hand vult hij een pot met geld, bijgestaan door een demon, terwijl hij in de andere hand een rozenkrans door zijn vingers laat glijden. De kist wordt opengehouden door een mes. Dit mes verwijst mogelijk naar de hoofdzonde woede (ira). Onder de kist ligt een gevleugelde demon, die een stuk papier met een lakzegel omhoog houdt. In het verleden werd gesuggereerd dat dit papier een aflaat, een vervalst document of een geloofsbrief voorstelt. John Oliver Hand (conservator van de National Gallery of Art) gaat ervan uit dat het papier verwijst naar activiteiten waarmee de stervende man zich in het verleden bezighield, zoals het lenen van geld tegen hoge rentes. Dit zou hem dus kenmerken als vrek.

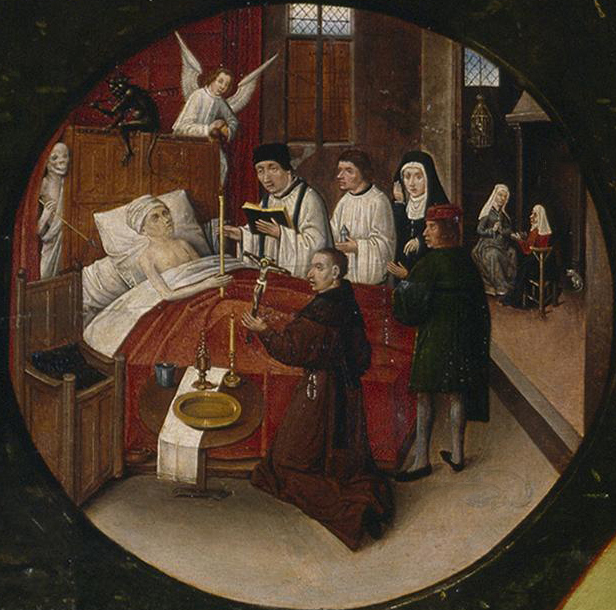
Jheronimus Bosch of navolger. De Zeven Hoofdzonden, detail. Madrid, Prado.

De precieze betekenis van de twee kledingstukken en het wapentuig op de voorgrond is tot op heden onduidelijk. De interpretaties hiervan zijn in twee groepen te verdelen: interpretaties die ervan uitgaan dat deze voorwerpen betrekking hebben op het leven van de vrek en interpretaties die de voorwerpen een moralistische of symbolische betekenis geven. De auteurs Karel Boon en Patrik Reuterswärd zien in de wapens een aanwijzing dat de stervende man geen vrek is, maar een ridder. Bosch-kenner Charles de Tolnay gaat er om die reden van uit dat het hier gaat om een satire op de adel. De auteurs Guy de Tervarent, Jacques Combe en Wilhelm Fraenger denken echter dat de wapens bedoeld zijn als symbolen van ijdelheid; volgens hen wil de schilder laten zien dat wapens weliswaar zorgen voor macht en status, maar dat ze niet opgewassen zijn tegen de dood. Anne Morganstern concludeert aan de hand van alle attributen dat de stervende als woekeraar gezien moet worden en dat de wapens aan hem beleend zijn door een berooide ridder. In Bosch’ tijd was het niet ongebruikelijk wapens en kledingstukken te verpanden.

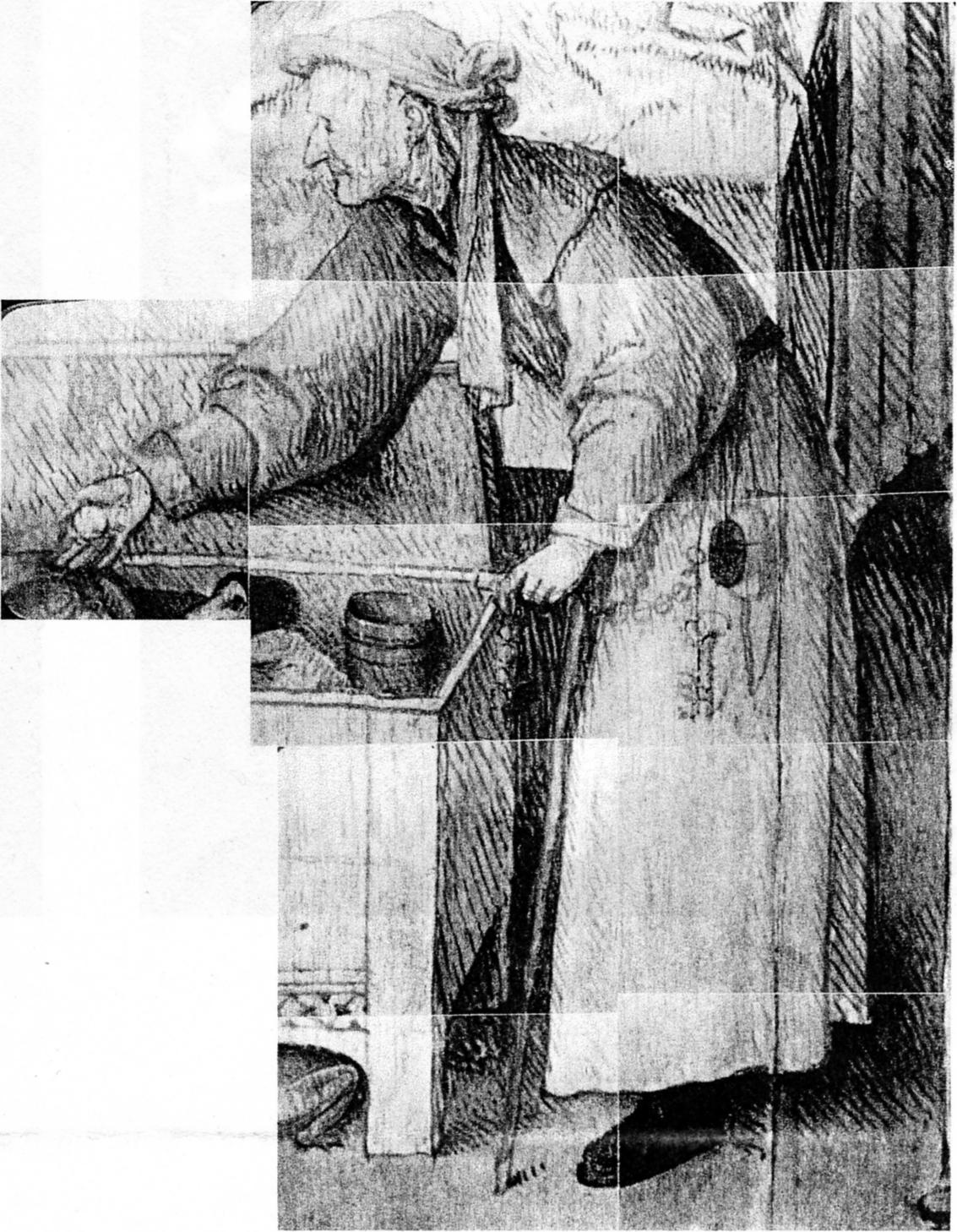
Infraroodreflectogram van een detail.

## Ondertekening
Omdat de verf dun is aangebracht, is de ondertekening op veel plaatsen met het blote oog zichtbaar. Door middel van infraroodfotografie en infraroodreflectografie was men in staat de hele ondertekening zichtbaar te maken. De ondertekening wijkt op veel punten af van het schilderij. Op de muur bijvoorbeeld bevonden zich oorspronkelijk enkele kralen van een rozenkrans, drie metalen bekers en een pelgrimsfles. Voor de figuur naast de kist geldt dat zijn sleutel is verkleind en dat naast zijn beurs de contouren te zien zijn van een holster of een draagbaar schrijfplankje. De pijl die op de stervende man is gericht is ingekort en de ribben van het houten gewelf zijn gewijzigd.
Ook de vrek is gewijzigd. In de ondertekening houdt hij met zijn linkerhand een kostbare bokaal vast, terwijl hij met zijn rechterhand niet naar de zak met geld gebaart, maar hem ook echt vasthoudt. De bokaal kan gebaseerd zijn op een van de ‘leerrijke exempelen’ in het Boek van Gods voorzienigheid, waarin een oude man zijn geld gebruikt om de dood af te wenden en als dat niet lukt zijn zilveren schalen. Vervolgens bijt hij in een van zijn schalen en sterft. In de ondertekening is de vrek dus nog meer bezig met zijn aardse bezittingen en staat hij minder stil bij zijn zielenheil. In het uiteindelijke schilderij koos de schilder voor meer ambiguïteit.

## Datering
De oorspronkelijke eikenhouten panelen waarop De dood van een vrek is geschilderd zijn ooit tot een fineer verzaagd met een maximale dikte van 0,15 cm. Dit fineer is vervolgens op een ander paneel gelamineerd. Ondanks deze ingreep was men toch in staat het werk door middel van dendrochronologisch onderzoek te dateren. Hieruit is gebleken dat het werk waarschijnlijk niet voor omstreeks 1494 ontstaan kan zijn.
|  |  |

## Drieluik
Dendrochronologisch onderzoek heeft ook aangetoond dat De dood van een vrek samen met de Allegorie op de gulzigheid en Het narrenschip bedoeld waren als zijluiken van een drieluik. Al in 1961 publiceerde Colin Eisler de vaststelling van Charles Seymour Jr. dat de gezamenlijke hoogte van de Allegorie op de gulzigheid en Het narrenschip overeenkomt met de hoogte van De dood van een vrek. Seymour suggereerde dat deze drie panelen deel uitmaakten van een klein retabel. Vervolgens toonde Anne Morganstern op overtuigende wijze aan dat Het narrenschip en de Allegorie op de gulzigheid oorspronkelijk één geheel vormden. Jan Piet Filedt Kok (voormalig directeur Collecties van het Rijksmuseum Amsterdam) wees er in 1972 op dat ook de ondertekening van deze werken veel overeenkomsten vertonen. De Marskramer vormde de buitenzijde van dit drieluik, terwijl het middenpaneel verloren is gegaan. Wat er op dit middelpaneel stond afgebeeld is onbekend. Wel stelde men vast dat De dood van een vrek rechts van het middenpaneel en Het Narrenschip en de Allegorie op de gulzigheid aan de linkerzijde, tegenovergestelde paren vormden. Het ene paneel kan gezien worden als een hekeling van de gierigheid en het andere paneel als hekeling van verkwisting.

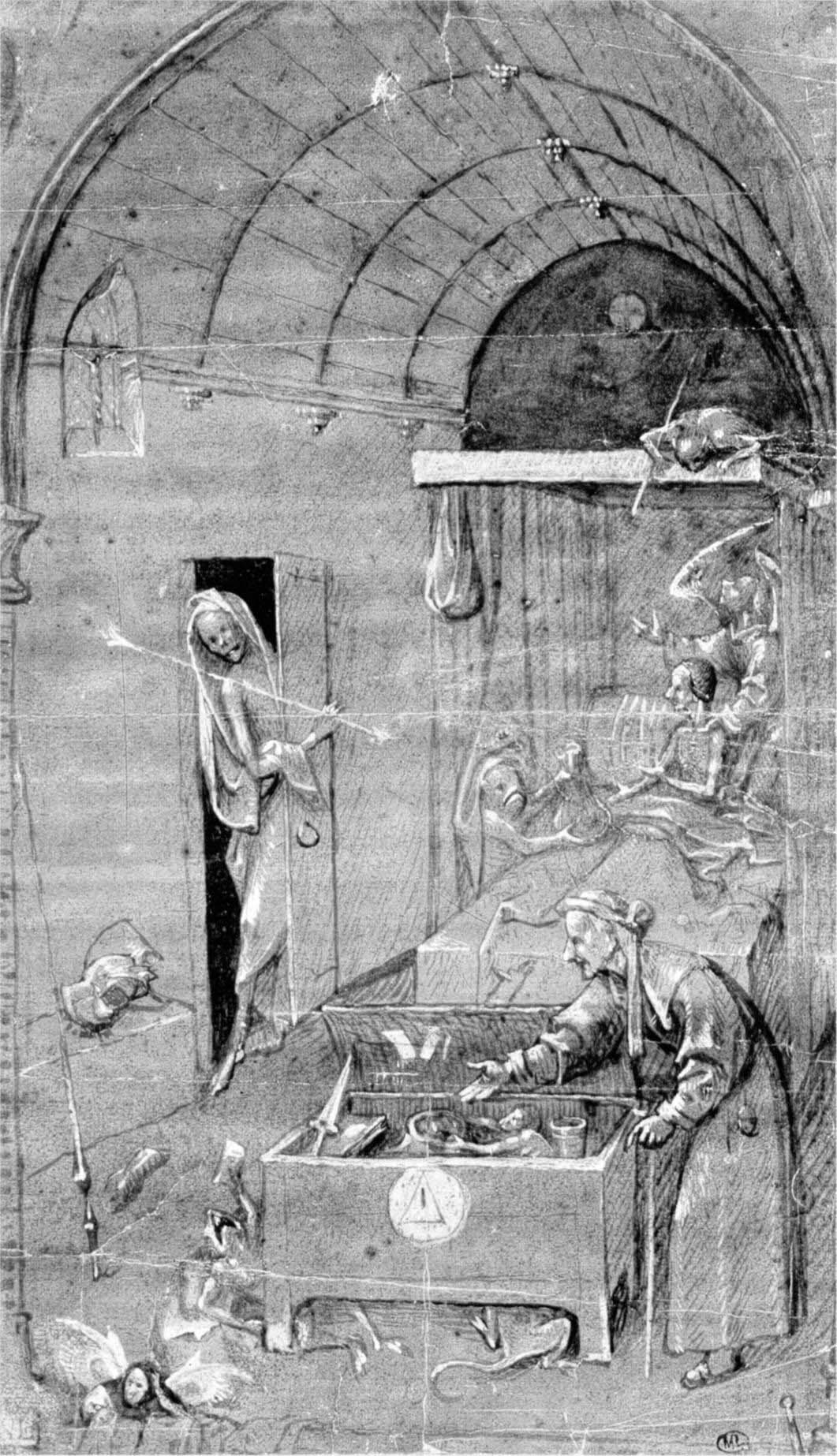
Naar Jheronimus Bosch. De dood van een vrek. Zonder jaar. Parijs, Louvre.

## Herkomst
Begin negentiende eeuw bevond het werk zich in Engeland. Omstreeks 1826 maakte een Engelse kunstenaar, waarschijnlijk William Henry Brooke, een tekening van het schilderij. Begin twintigste eeuw kwam het op de Engelse kunstmarkt. Tegen 1932 of later werd het verkocht aan de Belgische diplomaat Baron Joseph Van der Elst uit Brussel. Op 17 maart 1951 verkocht deze het aan de Samuel H. Kress Foundation in New York, die het in 1952 aan de National Gallery of Art schonk.

## Tekening
In het prentenkabinet van het Louvre in Parijs bevindt zich een getekende versie van het werk, getiteld Ars Moriendi. Ook van Het narrenschip bestaat een dergelijke tekening, die eveneens in het Louvre bewaard wordt (zie Het narrenschip (tekening)). Men is het er tegenwoordig over eens dat beide tekeningen gemaakt zijn door een kopiist, en niet, zoals eerder werd aangenomen, door Bosch zelf. Volgens De Tolnay ontbreekt het in beide tekeningen aan ‘scherpte in de karakterisering van de gelaatstrekken’ en vertonen de plooien ‘pedante herhalingen’. Bovendien verschilt de getekende versie aanzienlijk van de ondertekening van De dood van een vrek, waardoor de mogelijkheid dat het hier gaat om een voorbereidende studie ook uitgesloten is.
Schilderijen: Kruisdraging · De tuin der lusten · De keisnijding · Hooiwagen-drieluik · Calvarie met schenker · De Heilige Hiëronymus in gebed · Driekoningen-drieluik · Heilige Christoforus · Johannes de Doper in de wildernis · Johannes de Evangelist op Patmos · Antonius-drieluik · Verzoeking van de heilige Antonius (São Paulo) · De marskramer · Het narrenschip · Allegorie op de gulzigheid · De dood van een vrek · Heremieten-drieluik · Drieluik van de gekruisigde martelares · Visioenen uit het hiernamaals · Zondvloed en hel